# Liste des maires de Saint-Cézaire-sur-Siagne
La liste des maires de Saint-Cézaire-sur-Siagne présente la liste des maires de la commune française de Saint-Cézaire-sur-Siagne, située dans le département des Alpes-Maritimes en région Provence-Alpes-Côte-d'Azur.

## Liste des maires
| Période      | Période      | Identité                        | Étiquette   | Qualité |
| ------------ | ------------ | ------------------------------- | ----------- | --- |
| 1790         | 1791         | François Gras                   |             | |
| 1791         | 1792         | Anselme Issaurat                |             | |
| 1792         | An X         | André Funel                     |             | |
| An X         | An XI        | Jean- François Autran           |             | |
| An XI        | 1816         | François Maure                  |             | Médecin |
| 1816         | 1821         | Jacques Léonce Bouge            |             | |
| 1821         | 1829         | François Maure                  |             | Médecin |
| 1829         | 1832         | Guillaume Arnoux Thimothée Vial |             | |
| 1832         | 1848         | Jacques Martin                  |             | |
| 1848         | 1861         | Honoré Lorrein                  |             | Médecin |
| 1861         | 1870         | François Gagnard                |             | |
| 1870         | 1875         | Jacques Antoine Eugène Lorrein  |             | |
| 1875         | 1880         | Antoine Aubin                   | Républicain | |
| 1880         | 1884         | François Autran                 |             | |
| 1884         | 1897         | Joseph Thomas Gagnard           |             | |
| 1897         | 1907         | Antoine Aubin                   | Républicain | Conseiller général de Saint-Vallier-de-Thiey (1892 → 1904) |
| 1907         | 1919         | Joseph Camatte                  |             | |
| 1919         | 1925         | François Mouton                 |             | |
| 1925         | 1929         | François Théodore Rey           |             | |
| 1929         | 1932         | Emile Arène                     |             | |
| 1935         | 1971         | François Laugier                | SFIO        | Minotier Conseiller général de Saint-Vallier-de-Thiey (1945 → 1961) |
| 1971         | 1985         | Marcel Andréïs                  |             | |
| juillet 1985 | mars 2014    | Maxime Coullet                  | DVD         | Principal de collège retraité, maire honoraire Conseiller général de Saint-Vallier-de-Thiey (1992 → 2011) Vice-président du conseil général Président de la CC des Terres de Siagne (2009 → 2013) Élu à la suite d'une élection municipale partielle |
| mars 2014    | juillet 2020 | Claude Blanc                    | DVD         | Cadre supérieur Vice-président de la CA du Pays de Grasse (2014 → 2020) |
| juillet 2020 | En cours     | Christian Zedet                 | SE          | Cadre de la fonction publique Vice-président de la CA du Pays de Grasse (2020 → ) |

## Pour approfondir